# Райт, Крейг Милтон
Крейг Милтон Райт (англ. Craig Milton Wright; род. 13 января 1944, Форт Силл, Оклахома) — профессор музыки Йельского университета. Учился в Истменской школе музыки в течение 1962-1966 годов и в Гарвардском университете в течение 1966-1972 годов, где получил степень магистра и доктора философии музыковедения. Райт получил степень доктора философии, защитив диссертацию на тему "Музыка при Бургундском дворе, 1364-1419." После года преподавания в Кентуккийском университете в Лексингтоне перешел работать в Йельский университет на должность заведующего кафедрой музыки, которую занимал в течение 1986-1992 годов.
Райт специализируется на теории музыки. В своей первой работе он сделал упор на музыке Средневековья и эпохи Возрождения. В течение последних лет изучает музыку Моцарта. В 1982 году получил стипендию Гуггенхайма. В 2004 году был удостоен почетной степени доктора гуманитарных наук в Чикагском университете, а в 2010 был избран в Американскую академию искусств и наук.
15 мая 2013 года Райт стал первым академическим руководителем сетевого образования Йельского университета.

## Публикации
- Музыка при Бургундском дворе, 1364-1419: документированная история (Институт средневековой музыки, Генрівіль, Оттава, Біннінґен, 1979), 271 ст.
- Музыка и церемонии Собора Парижской Богоматери, 500-1550 (Кембридж юниверсити пресс, 1989) 400 ст.
- Как слушать музыку (Вест пабликейшнс, Сент Пол, 1992), 419 ст; 2-е издание (Вест пабликейшнс, Сент Пол, 1996), 435 ст; 3-е издание (Ведсворс, 2000), 451 ст.; 5-е издание (Ведсворс, 2007), 451 ст.; 7-е издание (Ширмер-Ценґейдж, 2014, 488 ст.
- Лабиринт и воин: символы в архитектуре, теология и музыка (Гарвард юниверсити пресс, Кембридж, MA, 2001, мягкая обложка, 2004), 351 ст.
- Музыка в западной цивилизации (Ведсворс-Ширмер, 2006)
- Как слушать музыку: основное (Ширмер-Ценґейдж, 2013)